# Gérard le Stang
Gérard Francis le Stang (* 28. Juni 1963 in Plougonvelin, Département Finistère, Frankreich) ist ein französischer Geistlicher und römisch-katholischer Bischof von Amiens.

## Leben
Gérard le Stang nahm nach dem Abschluss der Oberschule zunächst ein Medizinstudium an der Universität der Westbretagne auf und studierte anschließend Philosophie und Theologie am interdiözesanen Priesterseminar in Vannes. Am 17. Juni 1990 empfing er durch Bischof Clément Guillon CIM das Sakrament der Priesterweihe für das Bistum Quimper. Nach weiteren Studien an der Päpstlichen Universität Gregoriana erwarb er 1994 das Lizenziat in Dogmatik. Er gehört dem Säkularinstitut Prêtres du Coeur de Jésus und der geistlichen Familie Cor Unum an.
Nach verschiedenen Tätigkeiten in der Pfarrseelsorge und in der Priesterausbildung war er von 2003 bis 2009 Regens des Priesterseminars in Rennes und von 2006 bis 2009 Generalsekretär des Nationalrats der Priesterseminare. Von 2009 bis 2013 war er Generalvikar des Bistums Quimper. In dieser Zeit war er außerdem für die Berufungspastoral, den ständigen Diakonat, die missionarische Zusammenarbeit und Ausbildungsfragen verantwortlich. Von 2013 bis 2016 war er stellvertretender Generalsekretär der Französischen Bischofskonferenz. Seit 2017 war er als Pfarrer tätig und ab 2020 Generalsekretär des Priesterrats der Diözese.
Am 20. März 2021 ernannte ihn Papst Franziskus zum Bischof von Amiens. Die Bischofsweihe spendete ihm der Erzbischof von Reims, Éric de Moulins-Beaufort, am 13. Mai desselben Jahres in der Kathedrale von Amiens. Mitkonsekratoren waren der Bischof von Arras, sein Amtsvorgänger Olivier Leborgne, und der Bischof von Quimper, Laurent Dognin.